# Bait ul-Momin
Das Bait ul-Mo’min (Urdu بیت المؤمن DMG Bait al-Mu'min, deutsch ‚Haus des Gewährers der Sicherheit‘) ist eine Moschee, die im Jahr 2003 von der Ahmadiyya Muslim Jamaat in Münster-Hiltrup eröffnet wurde. Es ist somit der erste Moscheebau in Münster und Bestandteil des 100-Moscheen-Plans.

## Gebäude

### Grundstück
Das Grundstück wurde für 127.000 DM erworben und liegt im Industriegebiet Hiltrups an einem Seitenarm der Hansestraße. Es ist an drei Seiten von anderen bebauten Grundstücken umschlossen, so dass die Moschee nur von der Hansestraße aus sichtbar ist. Das rechteckige Grundstück ist 1015 m² groß und lag vor Baubeginn brach. Der bebaute Teil umfasst 202 m².

### Moscheebau
Das damalige Oberhaupt der Gemeinde, Mirza Tahir Ahmad, hat den Bau der Moschee 2001 mit einer Grundsteinlegung begonnen. Es ist die erste Moschee einer Gemeinde in Deutschland, deren Grundstein von einem Oberhaupt der Gemeinde gelegt wurde.
Der Bauplan für die Moschee ist von der 100-Moscheen-Abteilung der Zentrale in Zusammenarbeit mit Architekten Willigerd Hunz aus Überlingen entwickelt worden. Für die Statik war Martin Vosseler aus Tuningen zuständig.
Die Moschee umfasst einen Gebetsraum für Männer (73,12 m²), einen Gebetsraum für Frauen (54,63 m²), einen kleinen Raum für die Bibliothek, einen Gemeinschaftsraum, drei Büros, zwei Küchen und eine Drei-Zimmer-Wohnung (94 m²). Die beiden Gebetsräume bieten zusammen Platz für 213 Betende. Auf einen Keller wurde wegen der hohen Kosten verzichtet. Die Mo’min-Moschee hat eine Kuppel und zwei 10 Meter hohe Minarette, die aber nicht zum Gebetsruf (Adhan) genutzt werden. Auf dem Grundstück stehen 17 Parkplätze bereit.
Wenn es in einer Moschee zwei getrennte Räume für Männer und Frauen nebeneinander gibt, so soll nach der islamischen Jurisprudenz der Frauenraum links vom Männerraum sein. Beim Bau der Bait ul-Mo’min ist dem Architekten ein Fehler unterlaufen, sodass sich der Frauenraum rechts befindet.

### Finanzierung
Die Moschee wird vollständig aus Eigenmitteln der AMJ Deutschland e. V. finanziert. Bis zum Bauantrag hatte die Ortsgemeinde in Münster bereits 100.000 DM an Spenden gesammelt, woraufhin das Bauvorhaben von der Gemeindezentrale in Frankfurt vorfinanziert wurde. Um Kosten zu sparen, wurden die Bauarbeiten zu einem erheblichen Teil von den Mitgliedern der Gemeinde erbracht.

Siehe auch: 100-Moscheen-Plan

### Eröffnung
Offiziell wurde die Moschee im April 2003 vom Vorsitzenden der AMJ Deutschland e. V., Abdullah Wagishauser, zusammen mit dem Vertreter des Oberbürgermeisters, Günter Schulze-Blasum (CDU) eröffnet. Vertreter anderer politischen Parteien und viele Bürger waren bei der Eröffnung anwesend. Als erster Moschee-Neubau in Münster fand das Ereignis weite Verbreitung in den Medien. Die Grüße der evangelischen Gemeinde in Hiltrup überbrachte Pfarrer Krause-Isermann.

## Gemeindeleben
Die Moscheegemeinde hat knapp 100 Mitglieder der Ahmadiyya Muslim-Gemeinde Münster und ein Einzugsgebiet, das sich über Münster, Nottuln, Senden, Greven und Warendorf erstreckt. Die Verwaltungsangelegenheiten der Moschee werden von einem für drei Jahre gewählten Vorstand der Ortsgemeinde geregelt.

### Murrabis
Im Islam gibt es kein Priestertum. Die AMJ hat aber besondere Mitarbeiter, die ihr Leben der Gemeinde widmen und eine besondere Ausbildung in den Lehren des Islams und der Gemeinde erhalten. Diese werden „Murrabi“ d. h. „Erzieher“ genannt. Bisher taten drei Murrabis in der Moscheegemeinde Dienst.
|   | Murrabi              | Zeitraum                     |
| - | -------------------- | ---------------------------- |
| 1 | Mohammad Ilyas Munir | Juni 2003 – Juni 2006        |
| 2 | Mohammad Jalal Shams | Juni 2006 – Juli 2007        |
| 3 | Sajid Ahmad Naseem   | Februar 2008 – Juli 2013     |
| 4 | Maqsood Ahmad Alvi   | Januar 2014 – Januar 2015    |
| 5 | Mustansar Ahmad      | Januar 2015 – September 2019 |
| 6 | Kamran Ahmad         | September 2019 – März 2020   |
| 7 | Jawad Sidhu          | März 2020 – Juli 2020        |
| 8 | Shariq Amer Iftikhar | Juli 2020 – Oktober 2022     |
| 9 | Fateh Ahmad Nasir    | Seit Oktober 2022            |

### Veranstaltungen
Über die jährlich stattfindenden Tag-der-offenen-Moschee-Veranstaltungen hinaus dient die Moschee der Begegnung mit den Menschen aus der Umgebung. Unter den prominenten Besuchern der Moschee aus Münster sind die Bundestagsabgeordneten Ruprecht Polenz (CDU), Christoph Strässer (SPD) und Winfried Nachtwei (Bündnis 90/Die Grünen) zu nennen.
Am 16. September 2010 besuchte der Oberbürgermeister der Stadt Münster, Markus Lewe, die Bait ul-Momin Moschee.

### 100. Khalifat-Jubiläum
Zum 100-jährigen Bestehen des Khalifats am 27. Mai 2008 hatte die Gemeinde alle Mitglieder aus dem Münsterland eingeladen. Zu diesem Anlass wurde die Ansprache des Oberhaupts Mirza Masroor Ahmad aus London live übertragen. Eine offizielle Jubiläumsfeier fand bereits im April 2008 statt, an der Hans Varnhagen (FDP) als Vertreter des Oberbürgermeisters und Vertreter der politischen Parteien und des Stadtrats teilnahmen.

## Rezeption
Als die Pläne für die Moschee bekannt wurden, sammelten Anwohner, die Lärmbelästigung befürchteten, Unterschriften gegen den Bau. Nach dem Bau findet die Arbeit der Gemeinde Anerkennung bei der Stadt. So ist die Moschee als Verteilungsort für die Arbeit der Münster-Tafel vorgeschlagen worden, auch wenn es letztendlich nicht zu einer Inanspruchnahme der Moschee kam. Zudem unterstützt die Stadtverwaltung die Aufräumaktionen nach Silvester. Die Moschee wird oft von münsterschen Schulklassen besucht. Auch Mitglieder politischer Parteien (zum Beispiel die JuLis, Frauengruppe der SPD) und kirchliche Vereine sind empfangen worden (KSHG).